# Sanjukta Ghosh
Sanjukta Ghosh es una cantante india de música clásica indostánica y actualmente considerada como una de las artistas más destacadas de "Patiala Gharana". Inicialmente, se encontraba bajo la dirección de PT. Prasun Banerjee y más adelante, durante casi dos décadas, por Ustad Munawar Ali Khan, uno de los hijos más jóvenes, además discípulo y heredero de Ustad Ghulam Ali Khan Bade.

## Su educación
Ella también tomó clases de canto con Ustad Munawar Ali Khan.

## Carrera
Ella participó en la mayor parte de las principales conferencias de la India, algunos de ellos como Tansen Sangeet Sammelan, Sadarang Music Conference, Haridas Sangeet Sammelan (donde fue galardonada con el prestigioso premio Suromoni), entre otros.
Se incorporó a la Facultad de Ali Akbar College of Music en San Francisco, California en 1968, trabajó con muchos artistas como Pandit Ravi Shankar, quien la invitó para cantar para un beneficio de la EP Bangladesh, Joi Bangla.

## Vida personal
Actualmente está casada con el maestro de tabla, Pandit Shankar Ghosh. Su hijo es Bickram Ghosh, un percusionista.